# 成人遊戲文化研究概論
《成人遊戲文化研究概論》（日语：／ Erogē bunka kenkyū gairon）是由宮本直毅撰寫的書籍，於2013年1月經總合科學出版發行。它在2017年4月推出了修訂版。其概括了日本成人遊戲業界在1980年代至2010年代期間的演變。

## 內容大要
《成人遊戲文化研究概論》概括了日本成人遊戲業界在1980年代至2010年代期間的演變，並介紹各年較為突出的成人遊戲。作者先從野球拳等非電子成人遊戲開始介紹，然後再把描寫焦點放在電子成人遊戲上。宮本在介紹電子成人遊戲時，先於著作中提及世界上首部成人遊戲，然後再梳理日本約30年的成人遊戲發展歷史。他先介紹Strawberry Porno系列、《瑪麗醬陷入絕境》、《蘿莉塔綜合症》等早期日本成人遊戲，之後按時序介紹業界發展動向。
宮本在著作中花了較大的篇幅描述與業界或日本社會有關的事件，及它們對日本成人遊戲業界的影響，像是引起日本國會關注的177事件、令成人遊戲業界加強自主審查的沙織事件、各本日本成人遊戲雜誌創刊，乃至互聯網普及對業界的影響。除了日本成人遊戲業界外，作者亦觸及一般遊戲業界的發展，以提供更全面的視角。

## 創作
宮本直毅在發表本作前，便留意到《超成人遊戲硬核》（超エロゲーハードコア）等著作及網民會就部分成人遊戲作品進行深究，於是他便想撰寫一部廣而不深，重視整體業界發展的書籍，進而開始撰寫《成人遊戲文化研究概論》。他在撰寫本作時，會以散文及順序形式描述各項業界事件，並從中加入個人感想。他把這部書籍寫得較為淺白，以讓沒有相關知識者也能看懂。不過他亦希望有著一定知識者能籍其重溫歷史。

## 發行
原著於2013年1月21日至22日期間於日本15間商店先行發售，其由總合科學出版發行。其後在26日擴展至於日本全國發售。宮本直毅其後在2017年4月25日發表修訂版，把原版的內容再作擴充，它同由總合科學出版發行。

## 評價
評論者認為這本著作內容深入，並讚揚作者把社會環境及非成人遊戲業界和成人遊戲業界串聯在一起的寫法。國際遊戲開發者協會日本名譽理事小野憲史寫道，上述做法讓他體會到非成人遊戲業界和成人遊戲業界的密切關係。
曾在成人遊戲雜誌撰寫遊戲評論的Tamagomago認為，著作中能讓人吸收的各種小知識「十分有趣」。小野表示，作者對於日本ACG文化有着「深入了解」，但這本書卻十分淺白，其整體價值很高。Tamagomago認為這本書同時適合成人遊戲玩家和非玩家兩者閱讀。

## 外部連結
- 豆瓣读书上《エロゲー文化研究概論》的資料 （简体中文）
- 豆瓣读书上《エロゲー文化研究概論 増補改訂版》的資料 （简体中文）